# Suchogrzybek złotopory

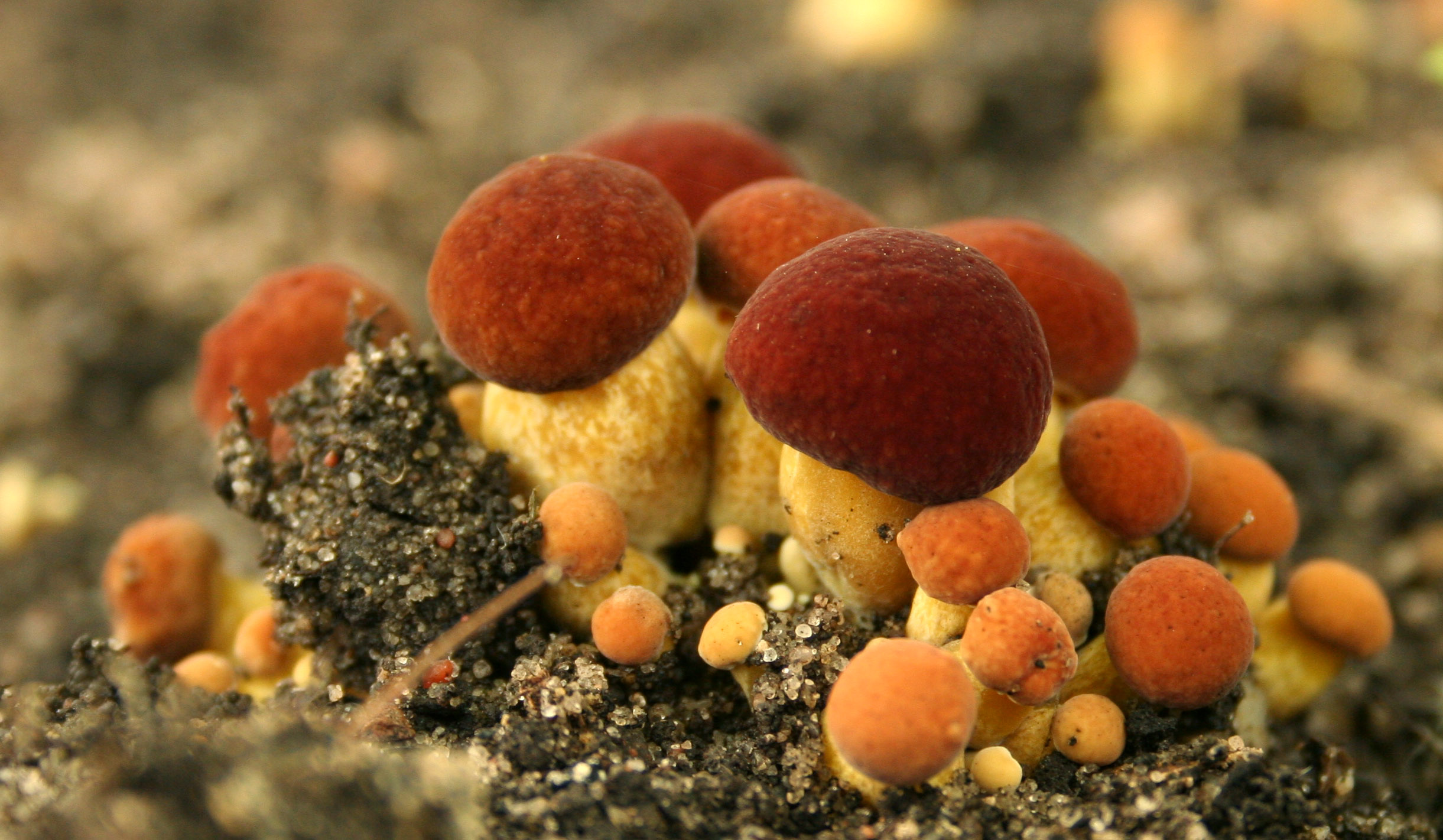
Młode owocniki Xerocomellus chrysenteron

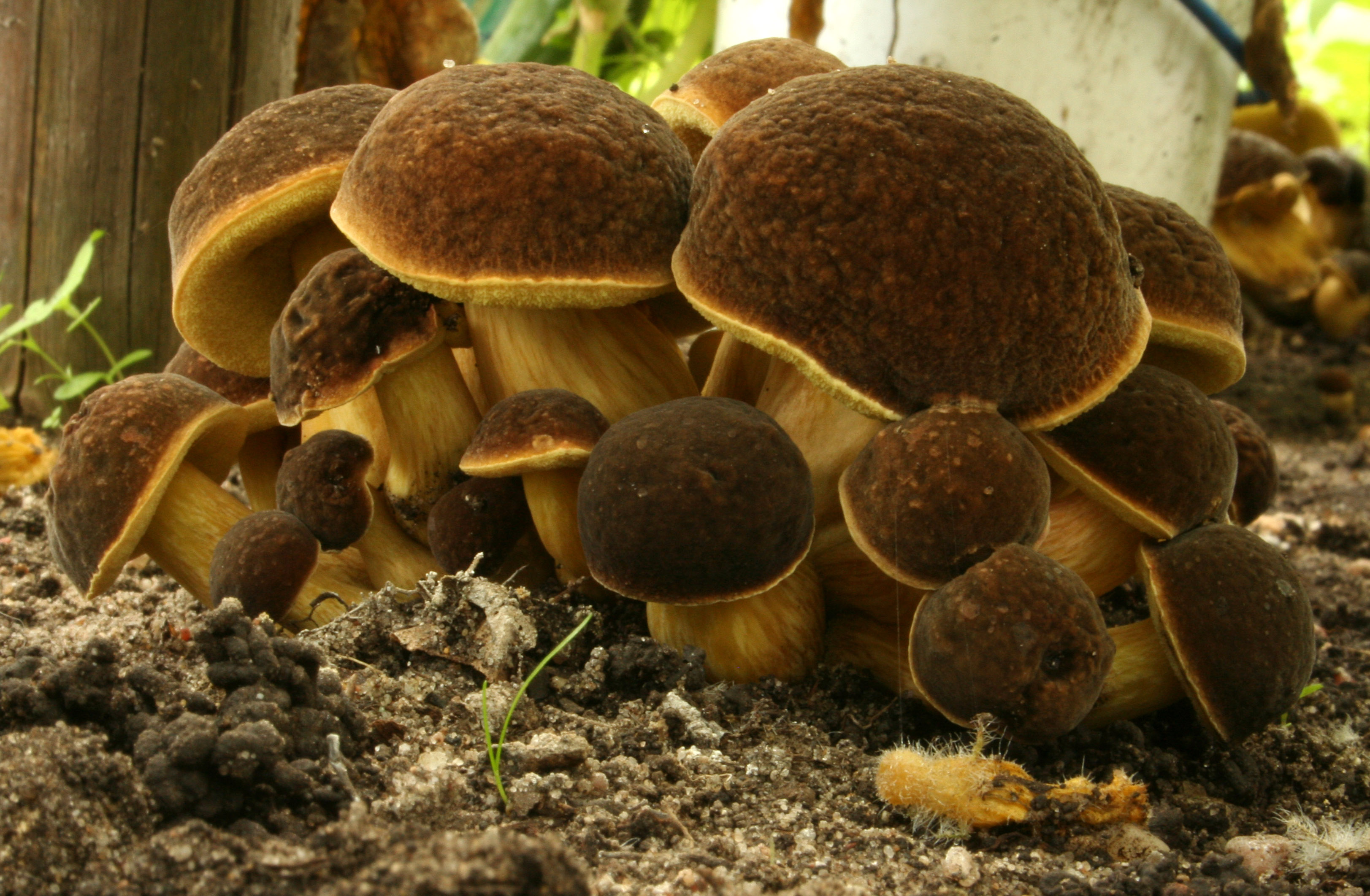
Dojrzewające owocniki Xerocomellus chrysenteron

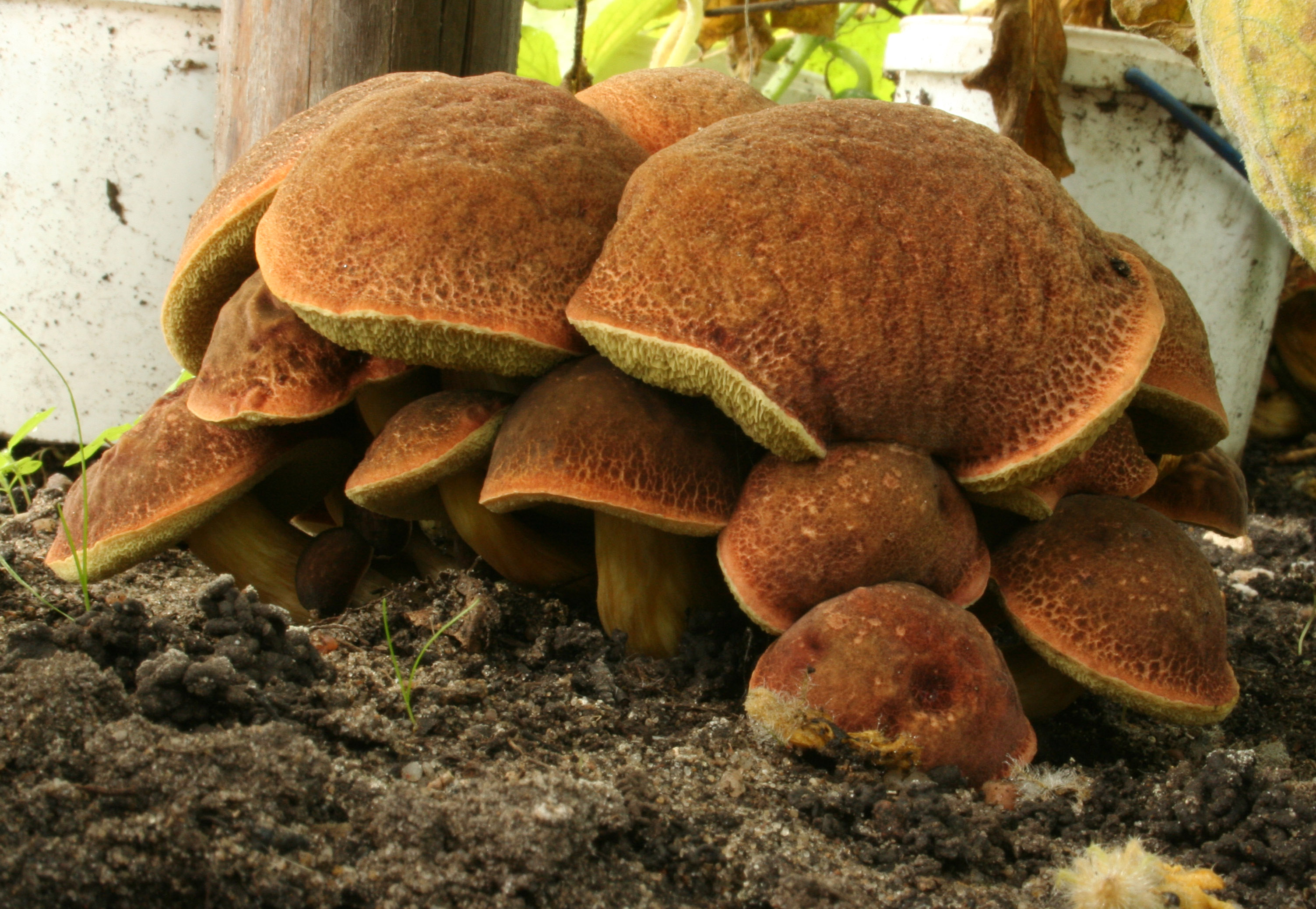
Dojrzałe owocniki Xerocomellus chrysenteron

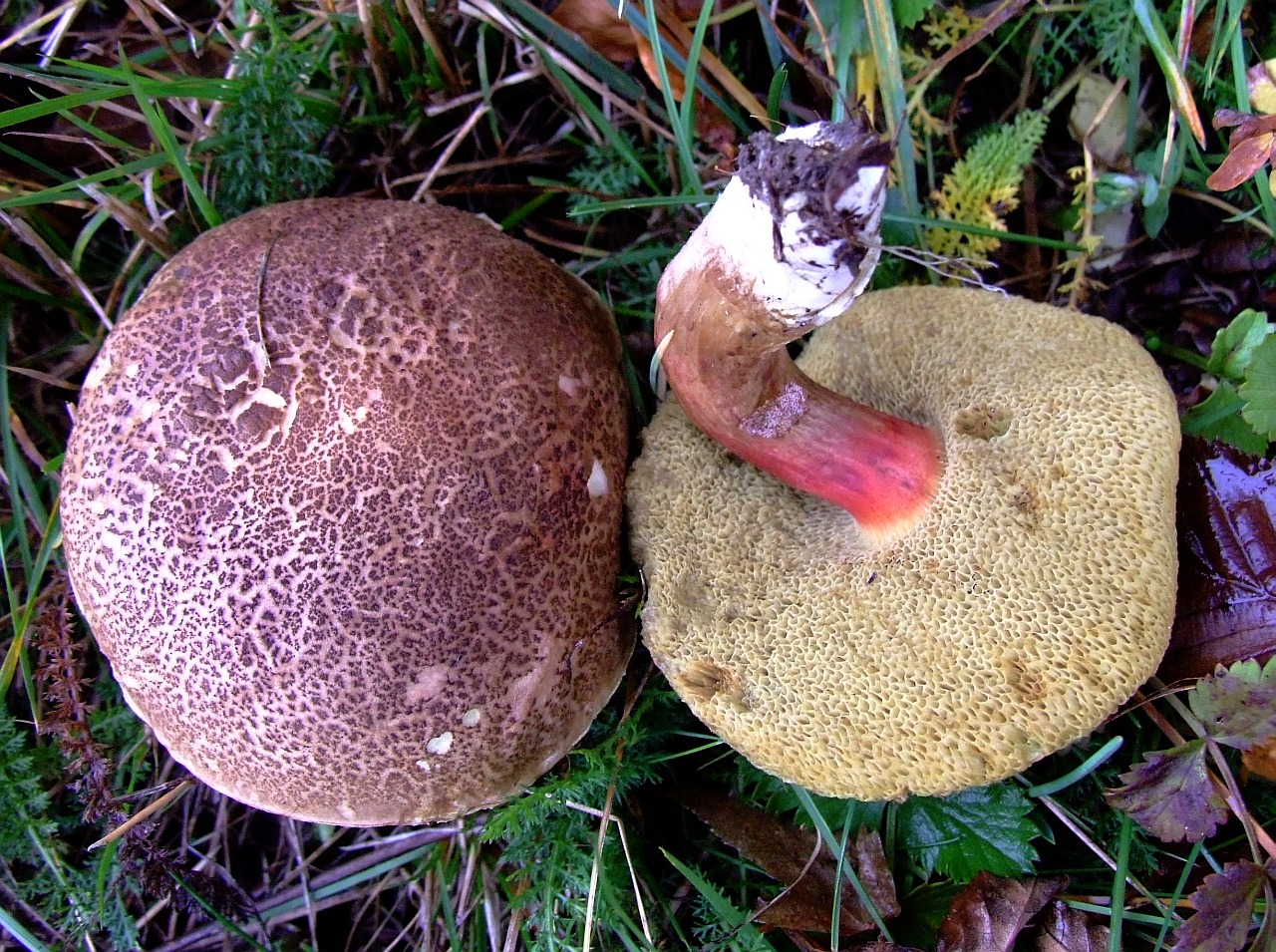

Suchogrzybek złotopory, podgrzybek złotopory (Xerocomellus chrysenteron (Bull.) Šutara) – gatunek jadalnych grzybów z rodziny borowikowatych (Boletaceae). 

## Systematyka i nazewnictwo
Pozycja w klasyfikacji według Index Fungorum: Xerocomellus, Boletaceae, Boletales, Agaricomycetidae, Agaricomycetes, Agaricomycotina, Basidiomycota, Fungi.
Po raz pierwszy takson ten zdiagnozował w 1791 r. Jean Baptiste Bulliard nadając mu nazwę Boletus chrysenteron. Obecną, uznaną przez Index Fungorum nazwę nadał mu w 2008 r. Josef Šutara, przenosząc go do rodzaju Xerocomellus. 
Jest to gatunek typowy rodzaju Xerocomellus. Ma około 30 synonimów naukowych. Niektóre z nich:

- Boletus chrysenteron Bull. 1791
- Boletus communis Bull. 1789
- Ceriomyces communis (Bull.) Murrill 1909
- Versipellis chrysenteron (Bull.) Quél. 1886
- Xerocomellus armeniacus var. luteolus (H. Engel & Antonín) Šutara 2009
- Xerocomus armeniacus f. luteolus H. Engel & Antonín 1996
- Xerocomus chrysenteron (Bull.) Quél. 1888
- Xerocomus communis (Bull.) Bon 1985

Nazwę podgrzybek złotopory podał Władysław Wojewoda w 2003 r, wcześniej Alina Skirgiełło opisywała ten gatunek pod nazwą podgrzybek złotawy. Regionalne nazwy: grzyb złotawy, złoty grzyb, borowik złotawy, grzyb czerwonotrzonowy, grzyb zajęczy, grzyb zającowy, zajączek, zajęczak, czerwona noga. W 2021 Komisja ds. Polskiego Nazewnictwa Grzybów Polskiego Towarzystwa Mykologicznego zarekomendowała używanie nazwy suchogrzybek złotopory.

## Morfologia
Kapelusz
O średnicy 3–10 cm, początkowo wypukły lub półkulisty, później powoli się rozpłaszcza i niekiedy lekko zapada w środku. Skórka sucha, matowa, delikatnie omszona, barwy brązowej, żółtobrązowej, często z oliwkowym odcieniem, ochrowoszarej, czerwonobrązowej lub ciemnobrązowej. Podczas suszy pęka na poletka i ukazuje się miąższ w korze od białawego do czerwonawego.
Rurki
Początkowo bladożółte, później zielonożółtawe lub oliwkowozielonawe. Sinieją pod naciskiem. Pory takiej samej barwy jak rurki, szerokie i kanciaste, niekiedy brunatno poplamione, siniejące pod naciskiem. 
Trzon
Wysokość 4–8 cm, grubość 1–2 cm, przeważnie walcowaty, zwężający się ku podstawie, często nieco zgięty. Pod kapeluszem żółty, poza tym przeważnie zabarwiony na czerwono lub brązowo, często z podłużnymi włókienkami.
Miąższ
U młodych okazów twardy, później delikatny, miękki, wodnisty i szybko rozkładający się. Często atakowany jest przez pleśń. W kapeluszu jest żółty, po uszkodzeniu początkowo sinieje, a później czerwienieje, w trzonie u dorosłych okazów jest brązowoczerwony. Ma słaby zapach i nieco kwaskowaty smak.
Wysyp zarodników
Brązowawooliwkowy lub oliwkowy. Zarodniki wąskoelipsoidalne lub jajowato-wrzecionowate, gładkie, o rozmiarach 12–14 × 4–5 μm. 

## Występowanie
Jest pospolity na całej półkuli północnej w strefie klimatu umiarkowanego. W Polsce jest bardzo pospolity. Występuje w lasach iglastych i liściastych, parkach. Rośnie na ziemi pod bukiem, sosną zwyczajną, dębem szkarłatnym, dębem bezszypułkowym, dębem szypułkowym. Owocniki pojawiają się od czerwca do listopada.

## Znaczenie
Grzyb jadalny, średniej wartości. Ceniony przez niektórych zbieraczy, jednak o niewielkiej wartości, ze względu na silne robaczywienie, małą przydatność do przerobu i małą odporność na dłuższy transport. Często też atakowany jest przez grzyby strzępkowe Hypomyces chrysospermus (taki spleśniały grzyb nie nadaje się do spożycia).

## Gatunki podobne
Jest kilka podobnych podgrzybków, przez grzybiarzy zwykle nierozróżnianych i określanych wspólną nazwą jako "zajączki". Są to m.in.:
- suchogrzybek obciętozarodnikowy (Xerocomellus porosporus), który nie ma w pęknięciach skórki czerwonawego koloru i jego trzon nie ma czerwonej barwy[6]. W sposób pewny te dwa bardzo podobne gatunki można odróżnić jedynie badaniem zarodników[12],
- podgrzybek zajączek (Boletus subtomentosus). Ma bardziej jaskrawożółte pory, jego kapelusz u starszych okazów nie pęka na poletka i jego miąższ nie sinieje po uciśnięciu[6].
- suchogrzybek oprószony (Xerocomellus pruinatus). Ma ciemniejszy kapelusz, twardszy miąższ i wyrasta dopiero jesienią. Ma większe wartości kulinarne, niż podgrzybek złotopory[11].